# タタミゼ
タタミゼ / タタミーゼ（フランス語：tatamiser）とは、「畳の上の暮らし」を意味し、フランス語による造語である、日本風の室内様式を取り入れることを指す。

## 概要
現代のフランスで用いられるようになった、日本語の「畳（たたみ）」に由来する造語であり、机と椅子を中心とする暮らしから床でくつろぐ暮らしへの生活様式の変化や、住居の一角に畳を採り入れるなど日本風のインテリアや住居生活を導入することを指している。
また、転じて「日本びいき」「日本風に暮らす人々」を意味することもある。軽蔑的なニュアンス（英語のWapanese的な意味）で使われる場合もある。